# Amegilla hastula
Amegilla hastula är en biart som först beskrevs av Joseph Vachal 1909.  Amegilla hastula ingår i släktet Amegilla och familjen långtungebin. Inga underarter finns listade i Catalogue of Life.